# Aviation Safety Network
Aviation Safety Network (ASN) er en database-hjemmeside som registrerer flyulykker og andre alvorlige hændelser indenfor luftfarten. Databasen indeholder (august 2008) detaljer omkring 12.200 tilfælde og bliver besøgt af ca. 50.000 hver uge.
ASN blev startet af nederlandske Harro Ranter i 1996 som Aviation Safety Web Pages. I 1999 blev den omdøbt til the Aviation Safety Network. Redaktionen er senere forstærket med Fabian Lujan fra  Argentina. For tiden er ASN reklamefri og afhængig af donationer fra brugerne for at holde websiden oppe.
Det meste af den information som ligger på ASN er hentet fra officielle kilder, dvs. luftfartsmyndighederne i de berørte lande. For hændelser før 1996 er oplysningene stort set baseret på ICAO Aircraft Accident Digests, og amerikanske National Transportation Safety Board NTSB.
ASNs primære opgave er at sørge for at den som måtte ønske det får nøjagtig og opdateret information om flyulykker. Foruden den omfattende database har hjemmesiden statistisk information og et omfattende fotoarkiv med billeder fra ulykkesstedene.
ASN har også en E-mail tjeneste (Accident Digest e-mail service.) hvor abonnenter modtager information om de sidste flyulykker. Denne tjeneste har nu over 9.900 abonnenter i 170 lande. 

## Ekstern link
- http://aviation-safety.net Arkiveret 22. februar 2011 hos  Wayback Machine